# Ratsche

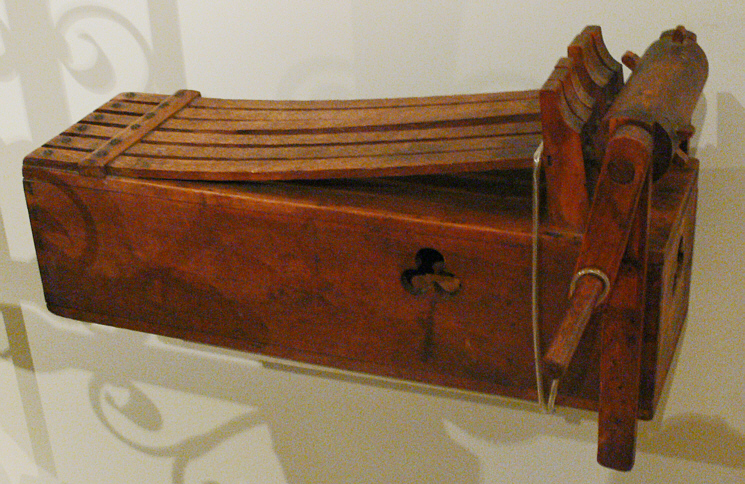
Karfreitagsratsche aus Rottenburg am Neckar, 19. Jahrhundert

Ratsche oder Schnarre

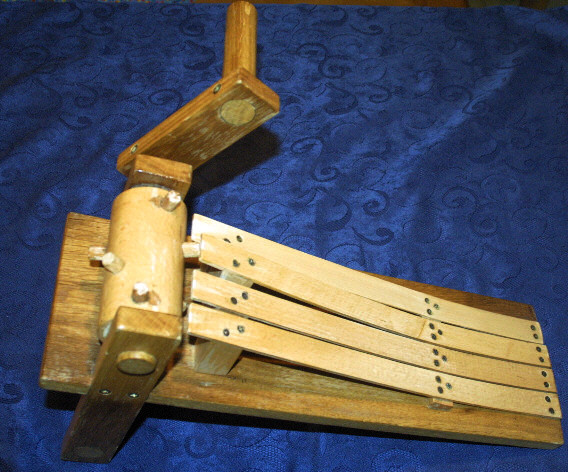
Ratsche

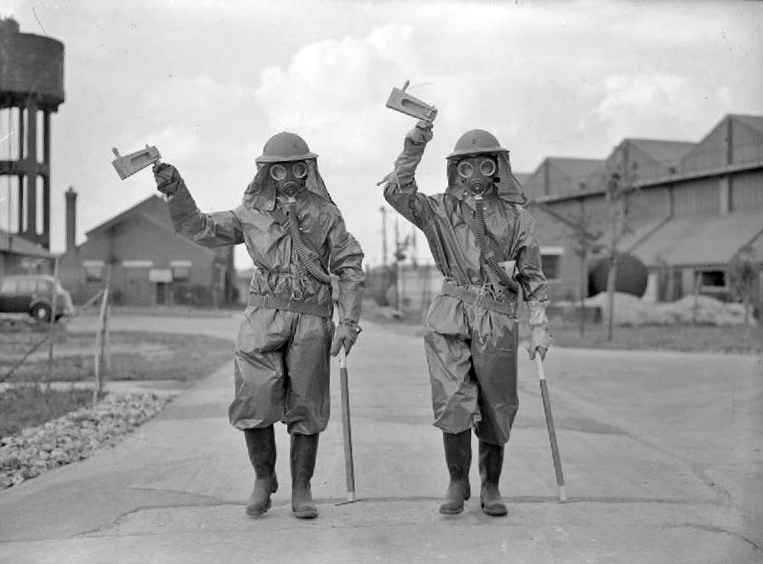
Einsatz von Ratschen zur Warnung vor Gasangriffen im Zweiten Weltkrieg

Ratsche oder Rätsche (zu mittelhochdeutsch ratzen ‚klappern‘, verwandt mit neuhochdeutsch rasseln), auch Schnarre sowie Schnurre, Rappel, Räppel, Riärtel und Knarre, ist ein hölzernes Lärm- und Effektinstrument. Nach der Hornbostel-Sachs-Systematik ist es ein Schraprad, das den Schrapinstrumenten, also wie die Schüttelidiophone (Rasseln) den mittelbar geschlagenen Idiophonen zugeordnet wird. Hierbei spannen die Zähne eines sich drehenden Rades eine oder mehrere elastische Zungen, die bei der weiteren Drehung entlastet werden, zurückschlagen und so ein prasselndes Geräusch ergeben. Die ebenfalls mittelbar – durch eine Schwingbewegung – angeregte Klepper gehört nicht zu den Schrapinstrumenten, sondern zu den Aufschlagidiophonen und ähnelt den Klappern.

## Funktionsweise
Die Ratsche wird durch das schwungvolle Drehen eines schmalen Holzrähmchens mit einem Holzfederblatt um eine in der Hand gehaltene Achse, an der ein Zahnrad befestigt ist, in Bewegung gesetzt. Das Federblatt rattert um das feststehende Zahnrad und erzeugt dabei je nach Drehgeschwindigkeit ein lautes, knatterndes Geräusch. Ratschen haben üblicherweise eine bis drei parallele Holzblattfedern übereinander.
Der Rahmen einer Drehratsche besteht aus Birkenholz, die gezähnte Walze aus Buchenholz. Durch eine seitliche Kurbel wird die Walze betätigt. Die dünnen Blätter der Ratsche sind aus Fichtenholz und erzeugen beim Drehen von Zahn zu Zahn den Schall.

## Herkunft und Verbreitung
In verschiedenen mitteleuropäischen Regionen (Süddeutschland, Österreich, Böhmen) wurden Schnarren oder Rätschen spätestens seit dem 18. Jahrhundert in der Fastnacht und bei Karfreitagsprozessionen benutzt. In Lettland verwendete man hierfür klabeklis genannte Ratschen und andere Klappern. In katholischen Gegenden zogen und ziehen teilweise noch heute Kinder mit Ratschen durch die Gemeinde, um mittels des Ratschens die Kirchenglocken zu ersetzen, die in der Zeit vom Gloria der Messe vom letzten Abendmahl am Gründonnerstag bis zur Feier der Osternacht nicht läuten. Sie sind in der Schweiz auch als Rafelen, Räre, Rätschi, Radelen, Rädelen, Rällen, Ratsche, Karfreitagsklapper und weiteren Begriffen bekannt. Die Schnarre (oder Flügelratsche) ist heute auch ein beliebtes Instrument auch bei kulturellen und sportlichen Großveranstaltungen, auf Demonstrationen sowie als Spielzeuginstrument. Die Ratsche (hebräisch: רעשן – ra'schen) spielt auch eine Rolle beim jüdischen Purimfest.
Früher zogen Bettelmusikanten mit einer Schnarre durch die Straßen, wovon sich die Bezeichnung Schnorrer (jiddisch: שנאָרער) ableitete. Curt Sachs zufolge waren Ratschen einst auch bei der Müllabfuhr von Amsterdam im Einsatz. Auch die städtischen Nachtwächter hatten früher eine Schnarre bzw. Schnurre als Alarmsignal; im Mittelhochdeutschen bedeutete snurre „das Schnurren, Summen“. In Spanien und Portugal wurden mit bis zu zwei Meter hohen matraca die Gläubigen in die Kirche gerufen.
Ratschen wurden überdies im Weinbau verwendet, um gefräßige Vögel von den traubenbehangenen Weinstöcken zu vertreiben (vgl. Klapotetz in der Südsteiermark und Slowenien).
Die Verwendung war nicht allein auf Europa beschränkt; ähnliche Instrumente waren auch in Bengalen zu finden.
Heute sind Ratschen hauptsächlich zu Spielzeuginstrumenten herabgesunken. Verschiedene Komponisten sehen in ihren Werken die Benutzung einer Knarre vor, z. B. Leopold Mozart in der ihm zugeschriebenen Kindersinfonie, Ludwig van Beethoven in Wellingtons Sieg, Carl Orff in den Carmina Burana und Richard Strauss in seiner sinfonischen Dichtung Till Eulenspiegels lustige Streiche.

## Sonstiges
Das Wort Rätsche bezeichnet regional, beispielsweise in der Deutschschweiz, auch die Hanf- und Flachsbreche.
Im Volksmund ist die Ratsche oder Rätsche auch ein Gesperr, eine Knarre oder ein Drehmomentschlüssel.
Im alemannischen und bairischen Sprachraum wird damit überdies eine schwatzhafte Person vorwiegend weiblichen Geschlechts („Die ist eine Ratschn!“ oder auch „Die ist ein rechte Ratschkathl!“) bezeichnet, wobei das Ratschn am ehesten dem Klatsch entspricht.